# أندرو إس. وارنر
أندرو إس. وارنر (بالإنجليزية: Andrew S. Warner)‏ هو سياسي أمريكي، ولد في 12 يناير 1819، وتوفي في 26 ديسمبر 1887 في الولايات المتحدة. حزبياً، نشط في الحزب الجمهوري. وقد انتخب عضو جمعية ولاية نيويورك وانتخب عضو مجلس ولاية نيويورك.